# Stanisław Jeżewski
Stanisław Jeżewski (ur. 30 sierpnia 1898 w osadzie Kobiałki koło Pawłowa, zm. 2 listopada 1989 w Ostrowcu Świętokrzyskim) – działacz społeczny, krajoznawczy i kulturalny, wieloletni członek i prezes Oddziału Świętokrzyskiego PTTK w Ostrowcu Świętokrzyskim. Uczestnik wojny polsko-bolszewickiej i kampanii wrześniowej. Działacz konspiracyjny Armii Krajowej i prowadzący tajne komplety w czasie II wojny światowej. Odznaczony Krzyżem Kawalerskim Orderu Odrodzenia Polski i Srebrnym Krzyżem Zasługi z Mieczami. Członek honorowy Polskiego Towarzystwa Turystyczno-Krajoznawczego.

## Upamiętnienie

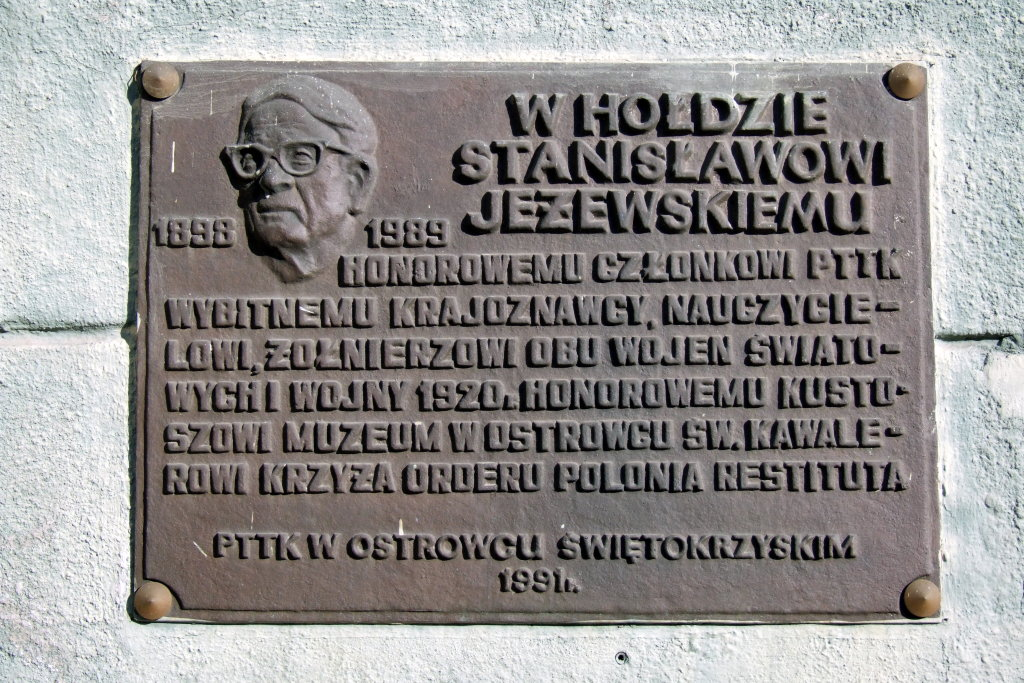
Tablica upamiętniająca Stanisława Jeżewskiego na siedzibie oddziału Świętokrzyskiego PTTK im Stanisława Jeżewskiego w Ostrowcu Świętokrzyskim

16 lutego 1991 roku na Nadzwyczajnym Zjeździe Oddziału Świętokrzyskiego PTTK w Ostrowcu Świętokrzyskim przyjęto imię Stanisława Jeżewskiego na patrona oddziału i odsłonięcie tablicy pamiątkowej, na jego cześć, na budynku oddziału. Ponadto nadano jego imię niebieskiemu szlakowi turystycznemu Święty Krzyż – Pętkowice.
Na ostrowieckim osiedlu Koszary jedna z ulic nosi jego imię.